# 乡土建筑
乡土建筑是民间自发的传统风土建筑。乡土建筑不是一种特定的建筑运动或风格，而是一个广泛的类别，涵盖了世界各地各种建筑类型和建造方法，既有历史建筑和古典建筑，也有现存建筑和现代建筑。

## 图集

### 非洲

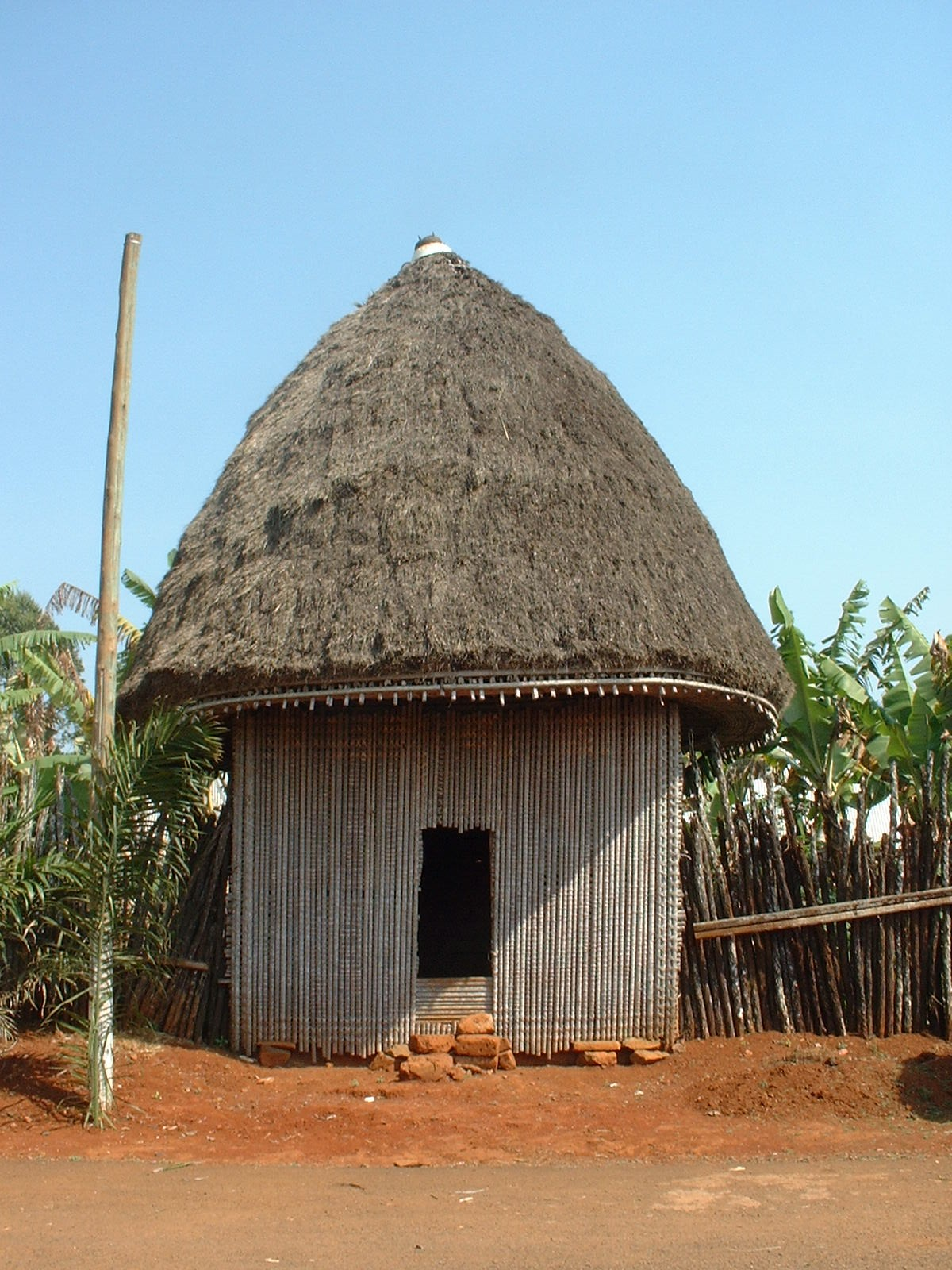
喀麦隆的圆形茅屋（英语：Rondavel）
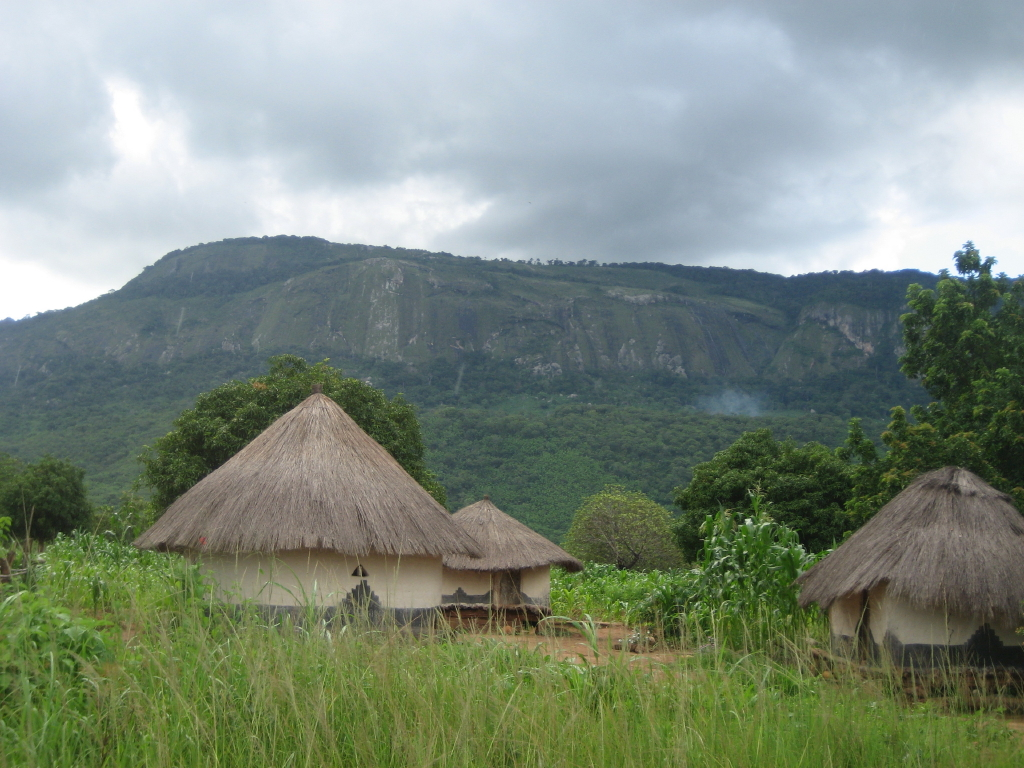
坦桑尼亚的传统房屋
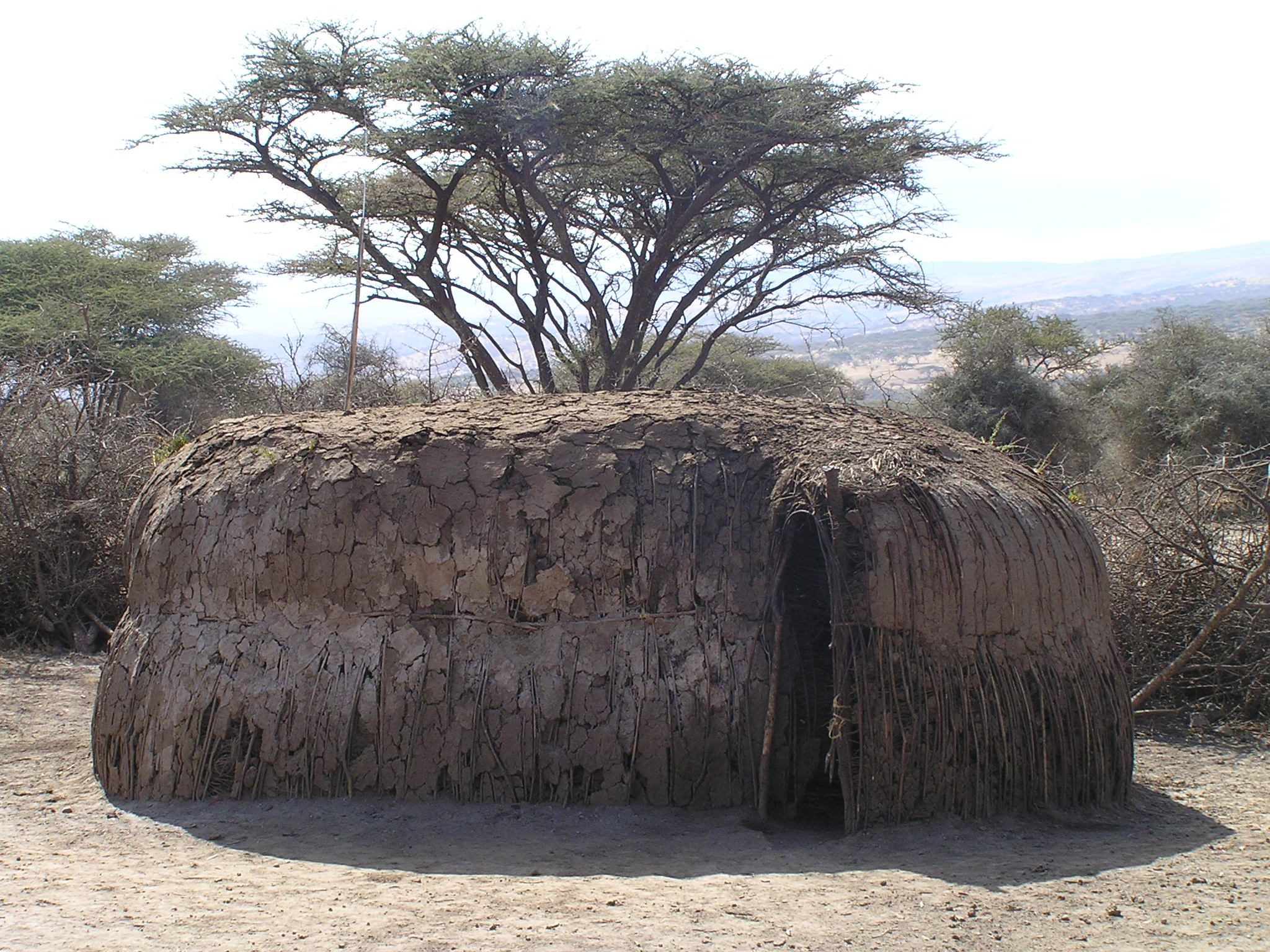
坦桑尼亚马赛人的房屋
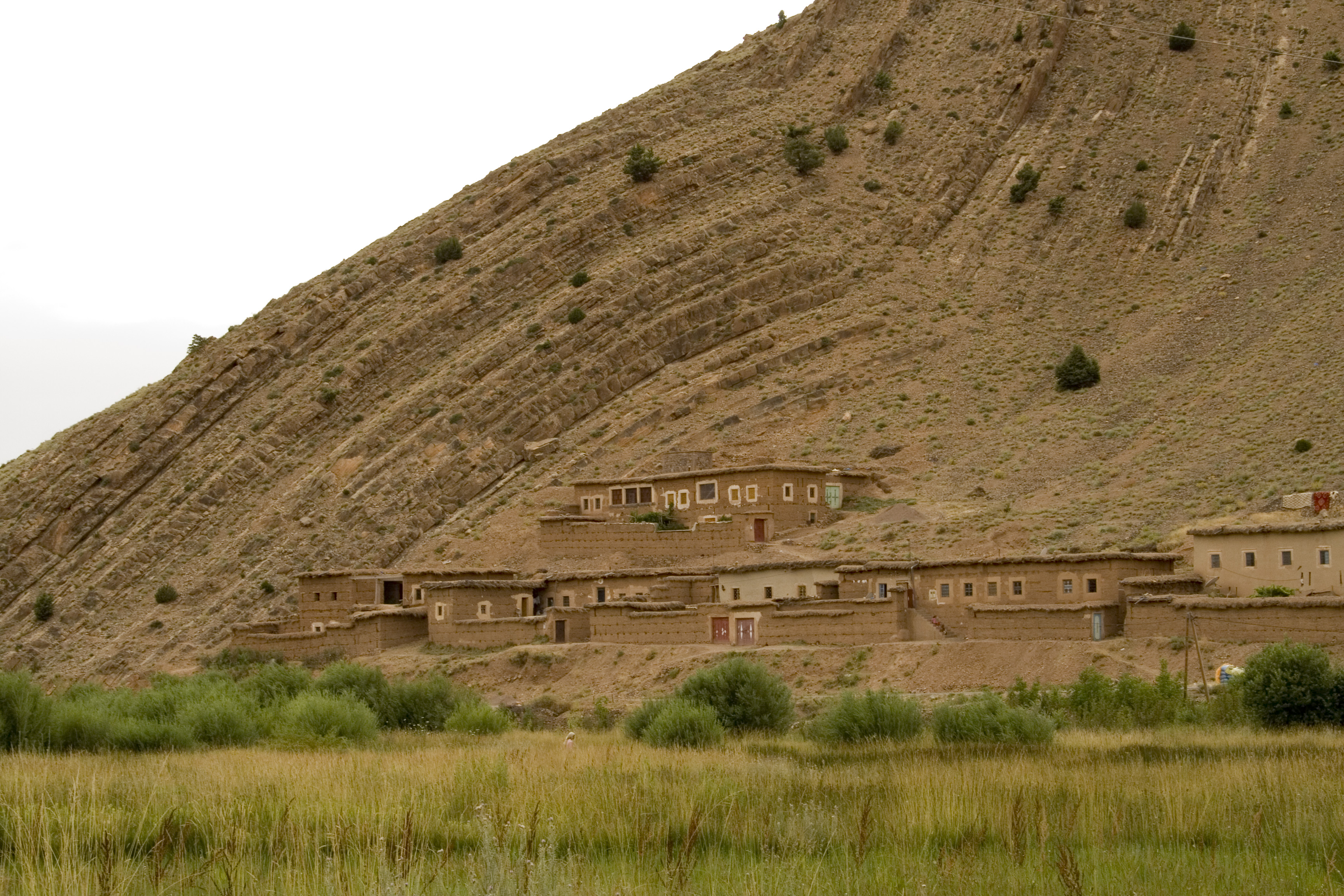
摩洛哥高阿特拉斯山脈的壤土房屋
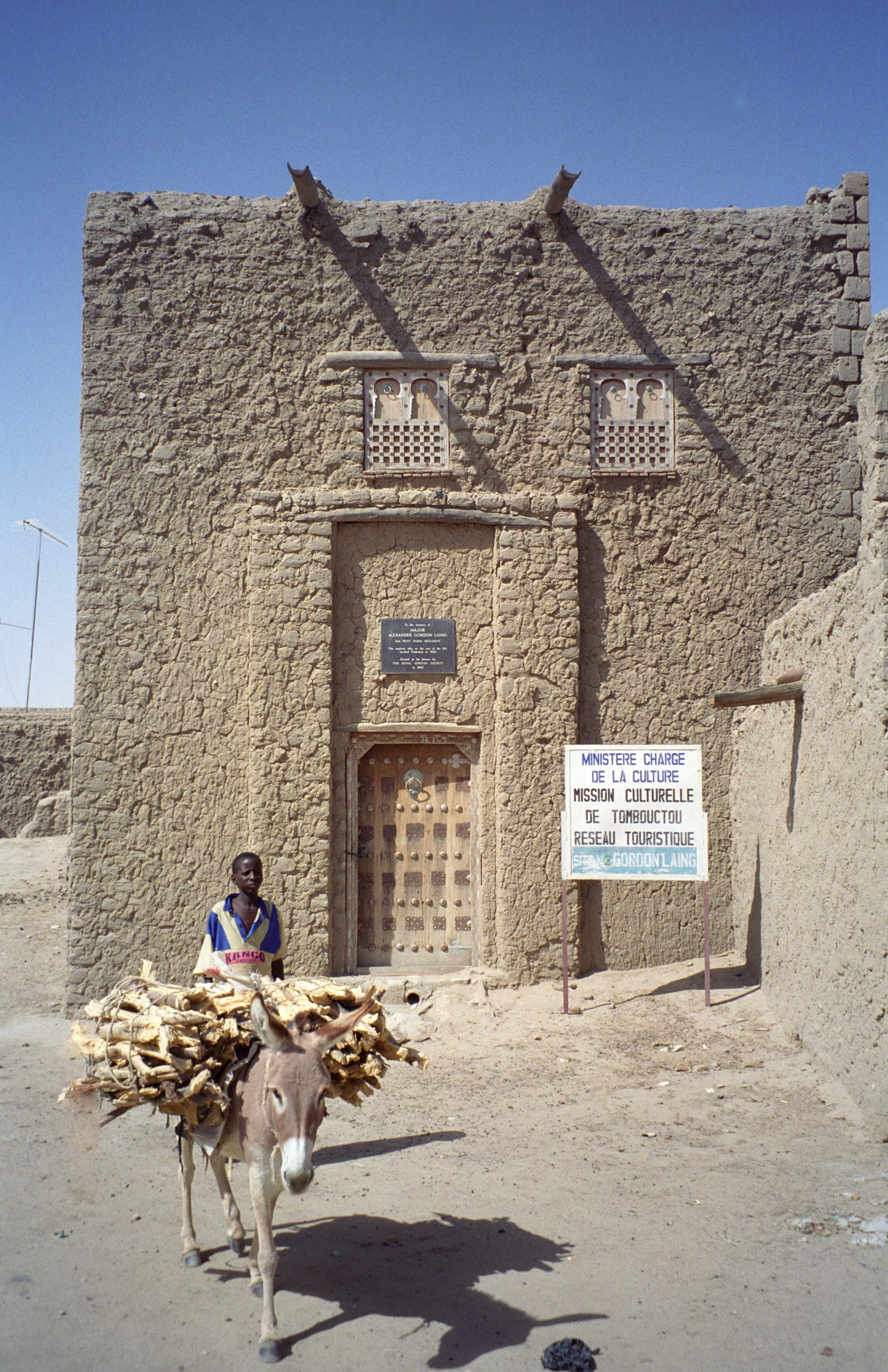
马里通布图的房屋
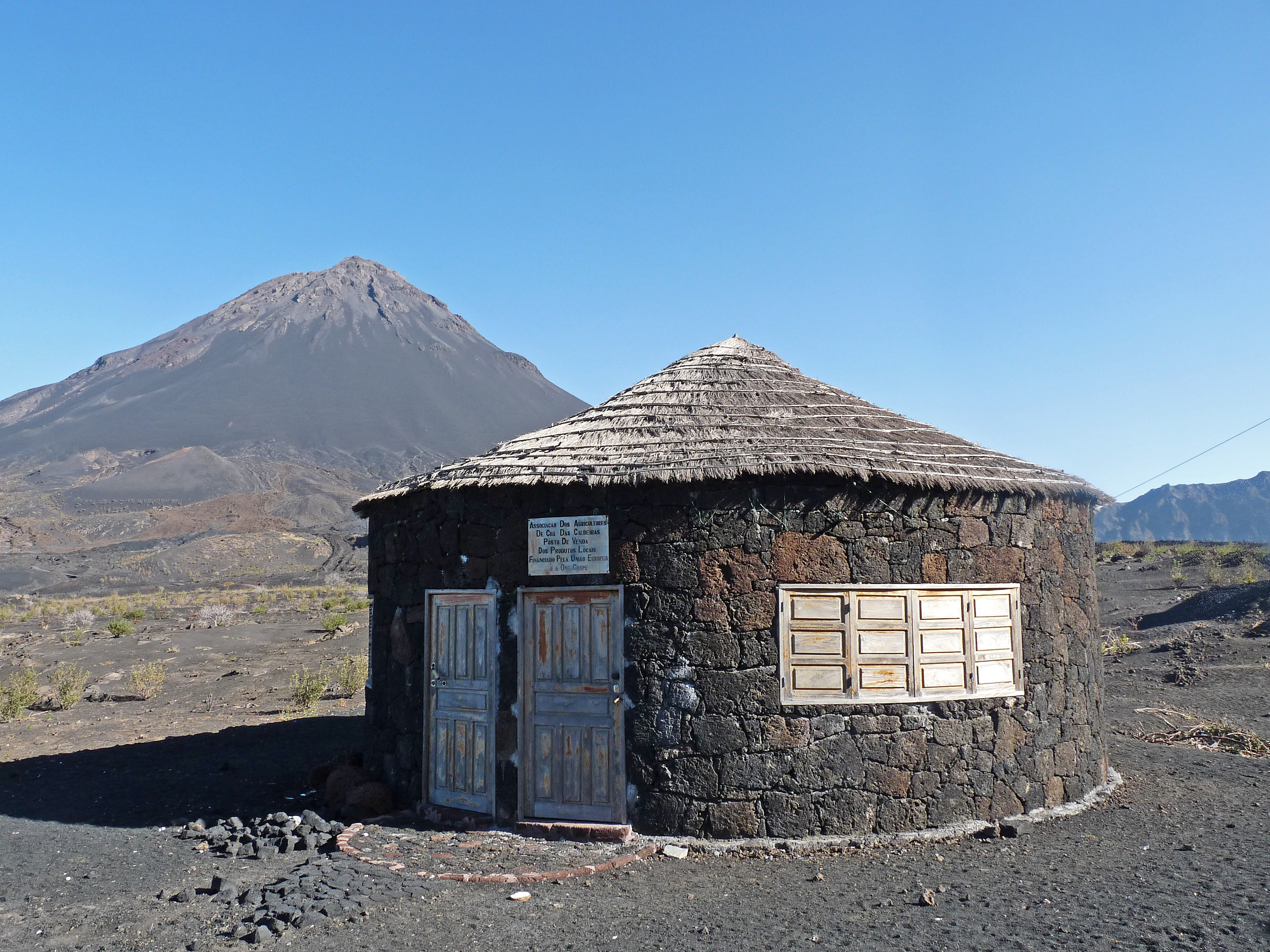
佛得角的丰科（英语：Funco (architecture)）

### 安纳托利亚

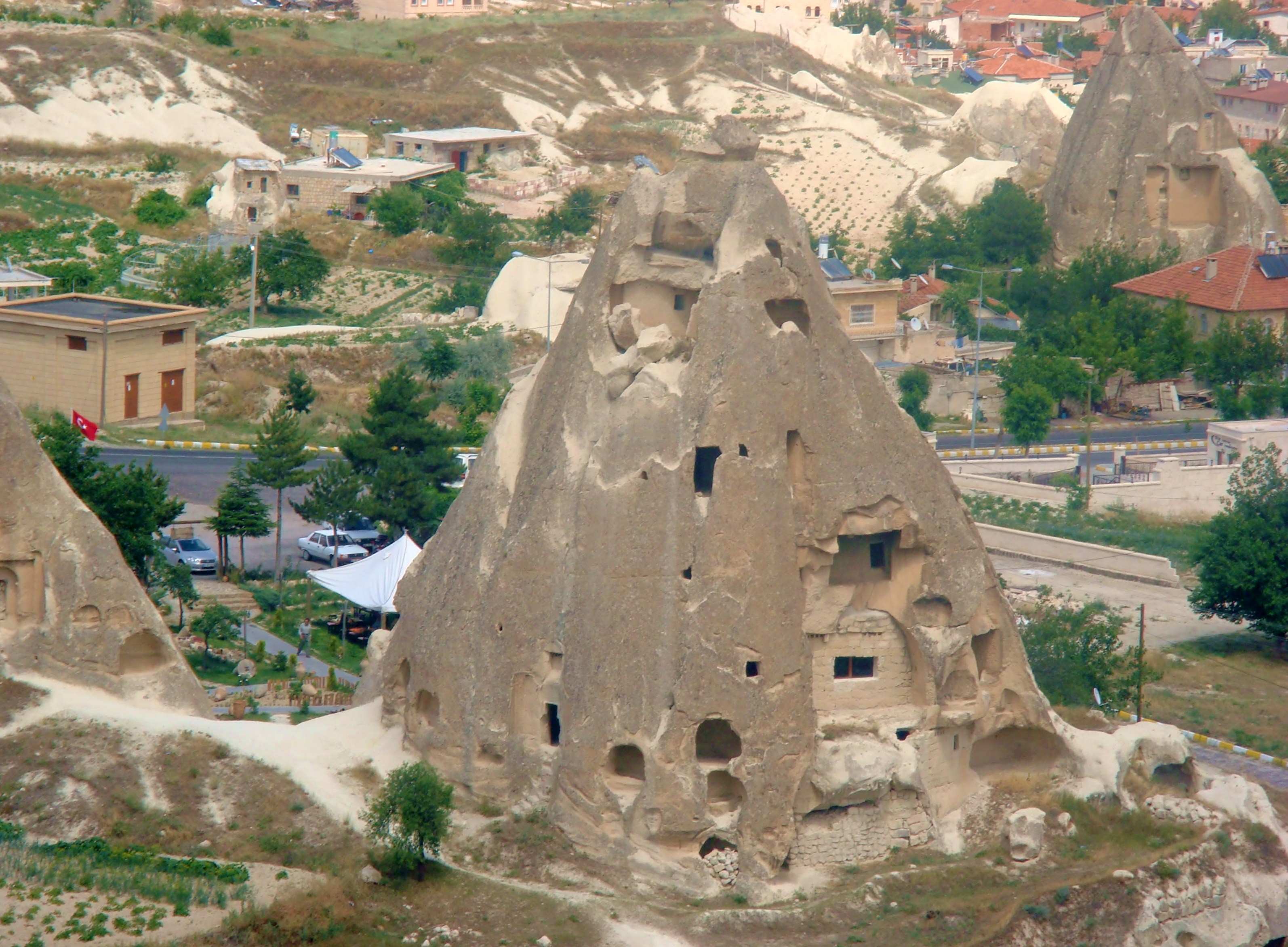
卡帕多细亚的岩凿建筑，分布于安納托利亞中部和伊朗部分地区
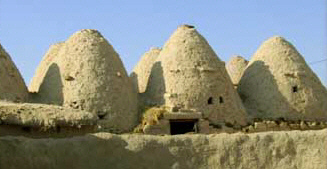
美索不达米亚的托洛斯，位于土耳其哈兰
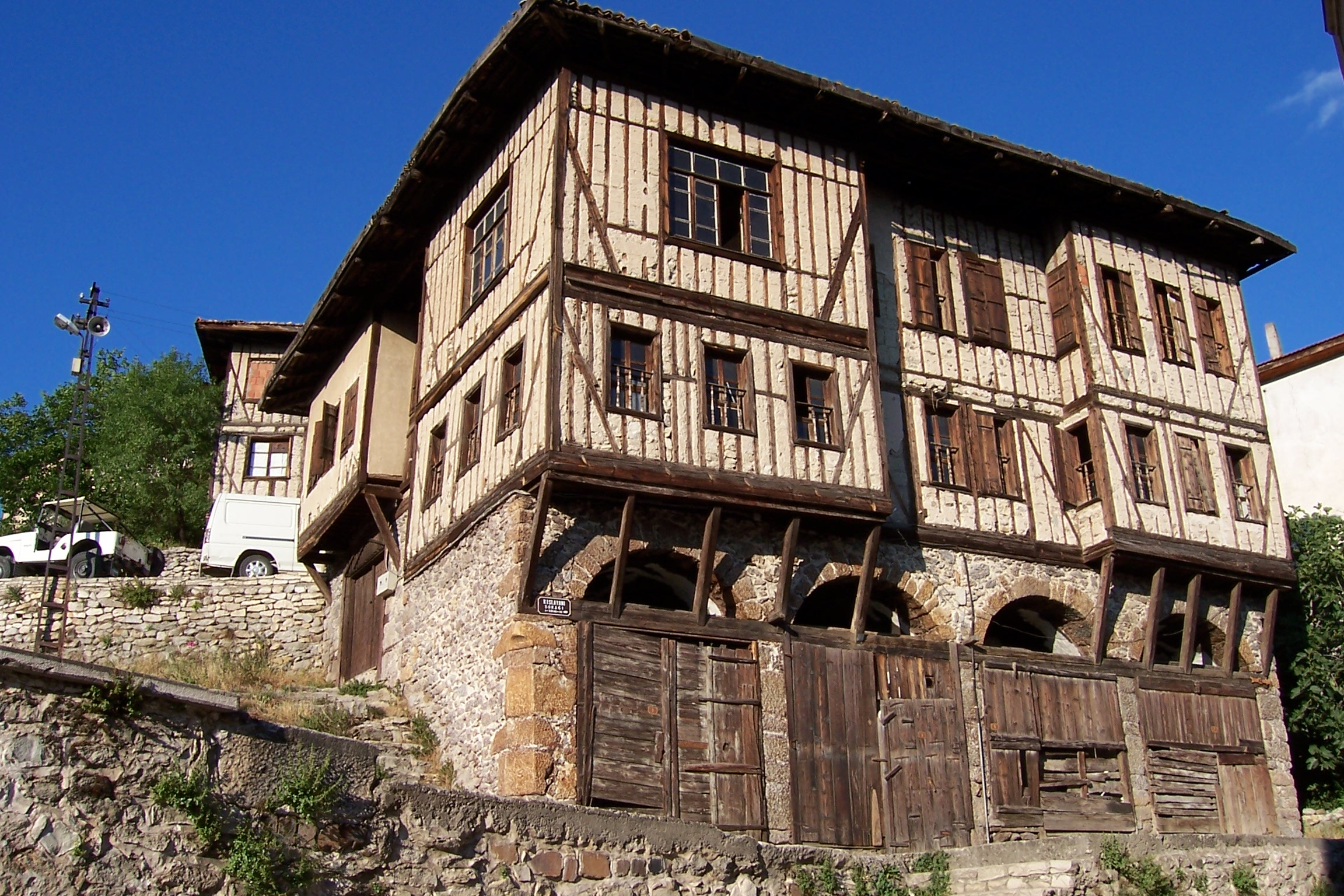
土耳其薩夫蘭博盧的木结构房屋
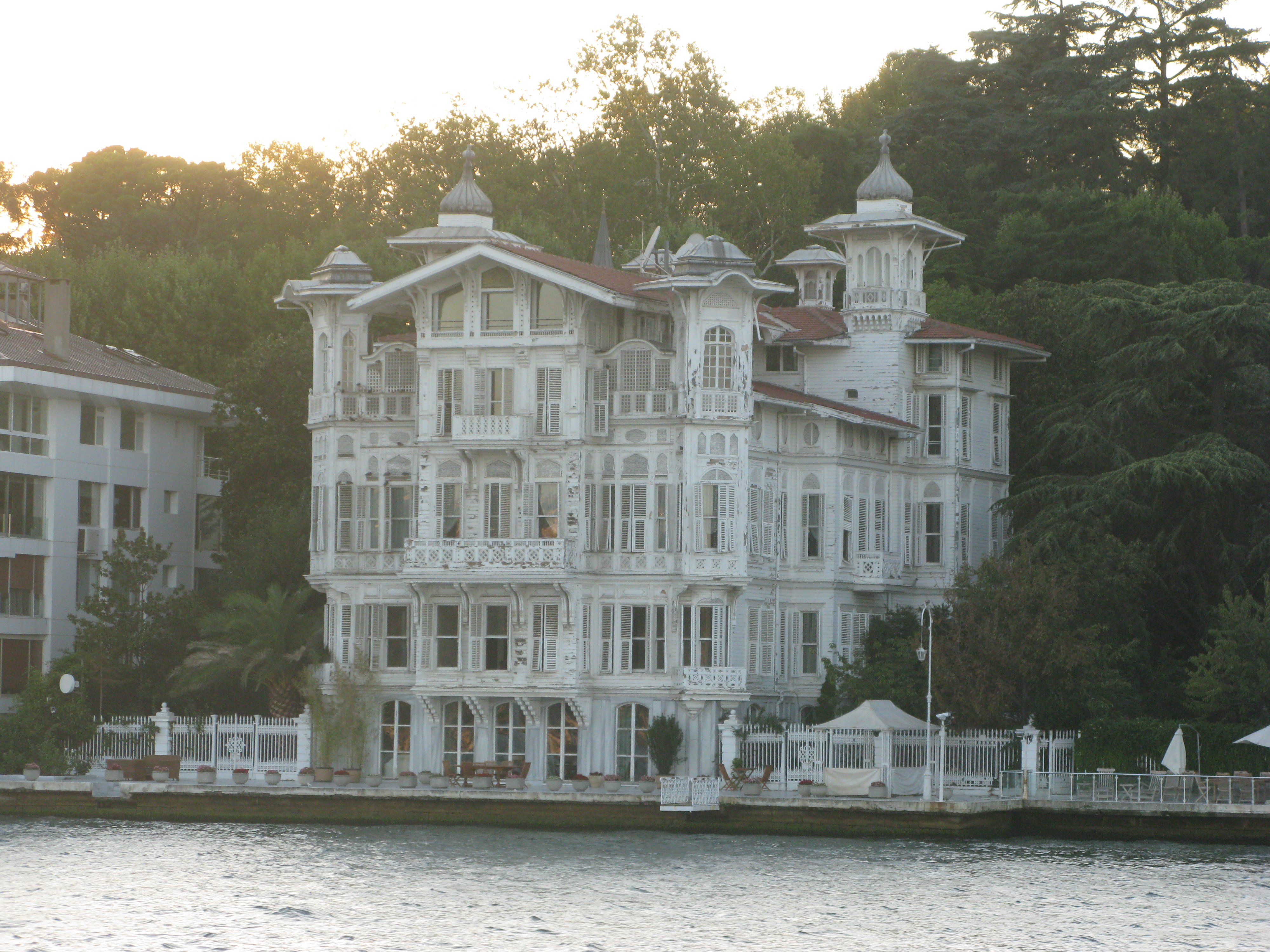
博斯普鲁斯海峡的亚勒海滨别墅
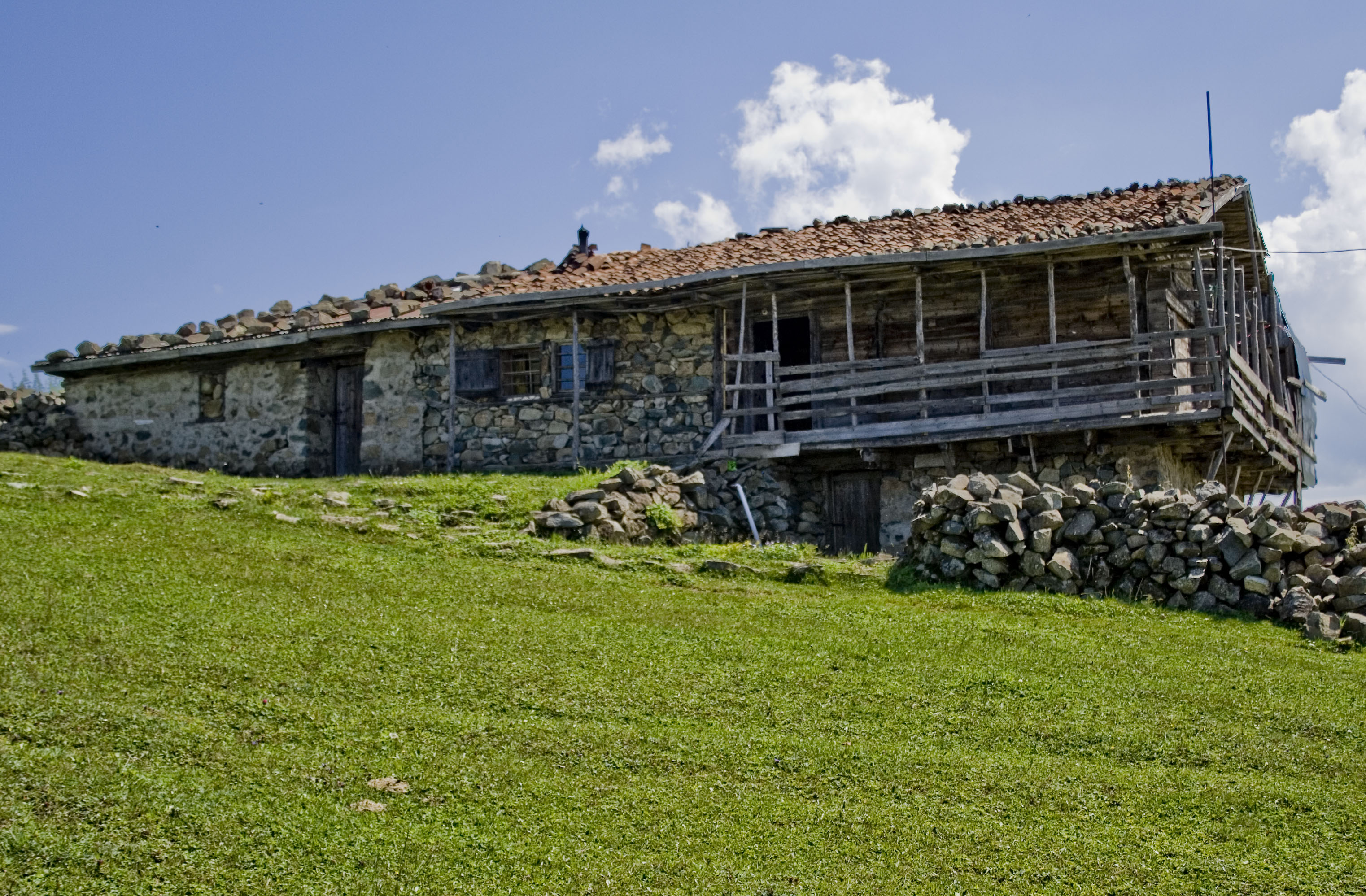
土耳其塔舍伦（英语：Taşören）的高山小屋

### 中亚

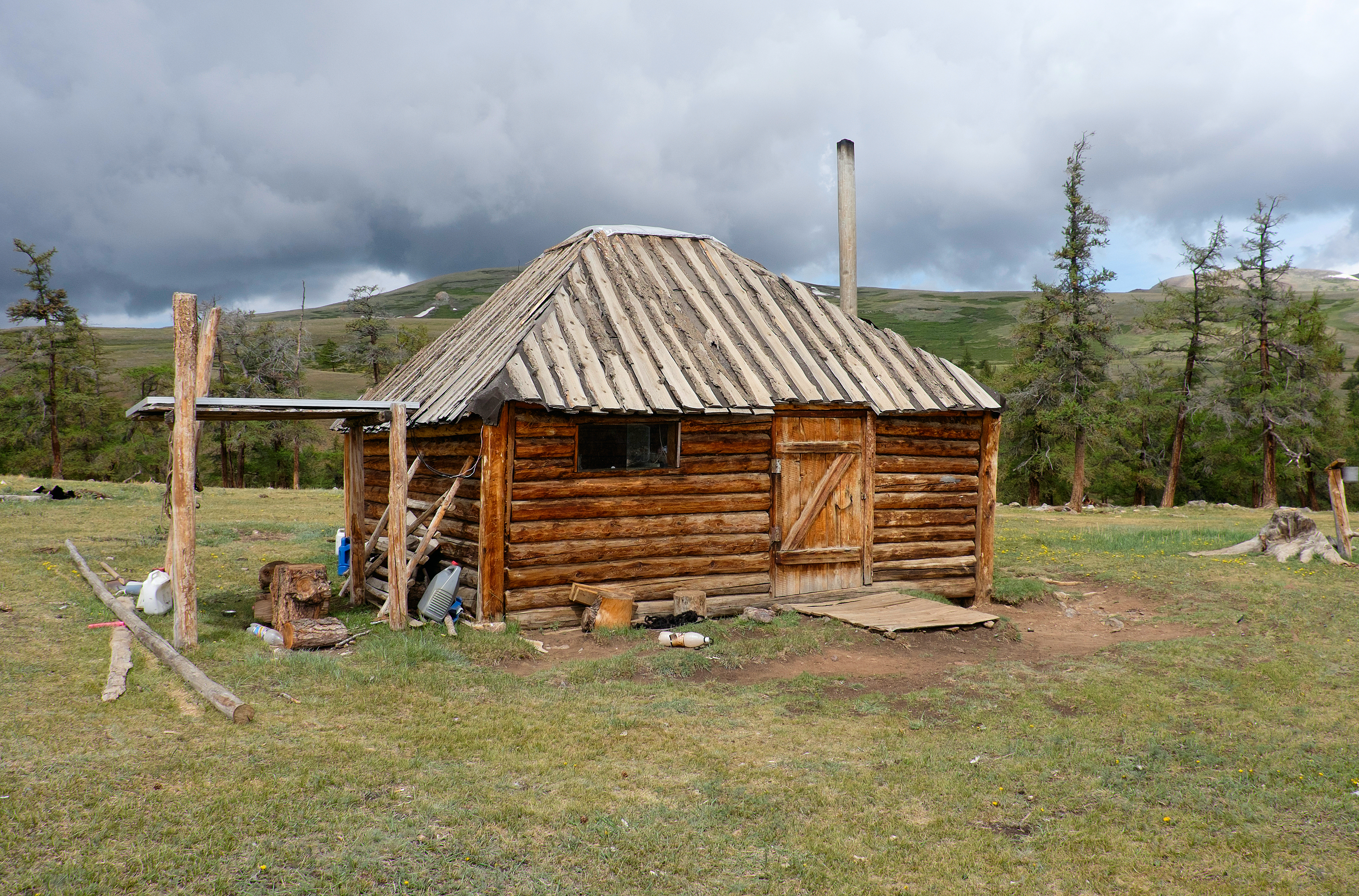
阿伊尔（Ayil）——阿尔泰山的牧民房屋
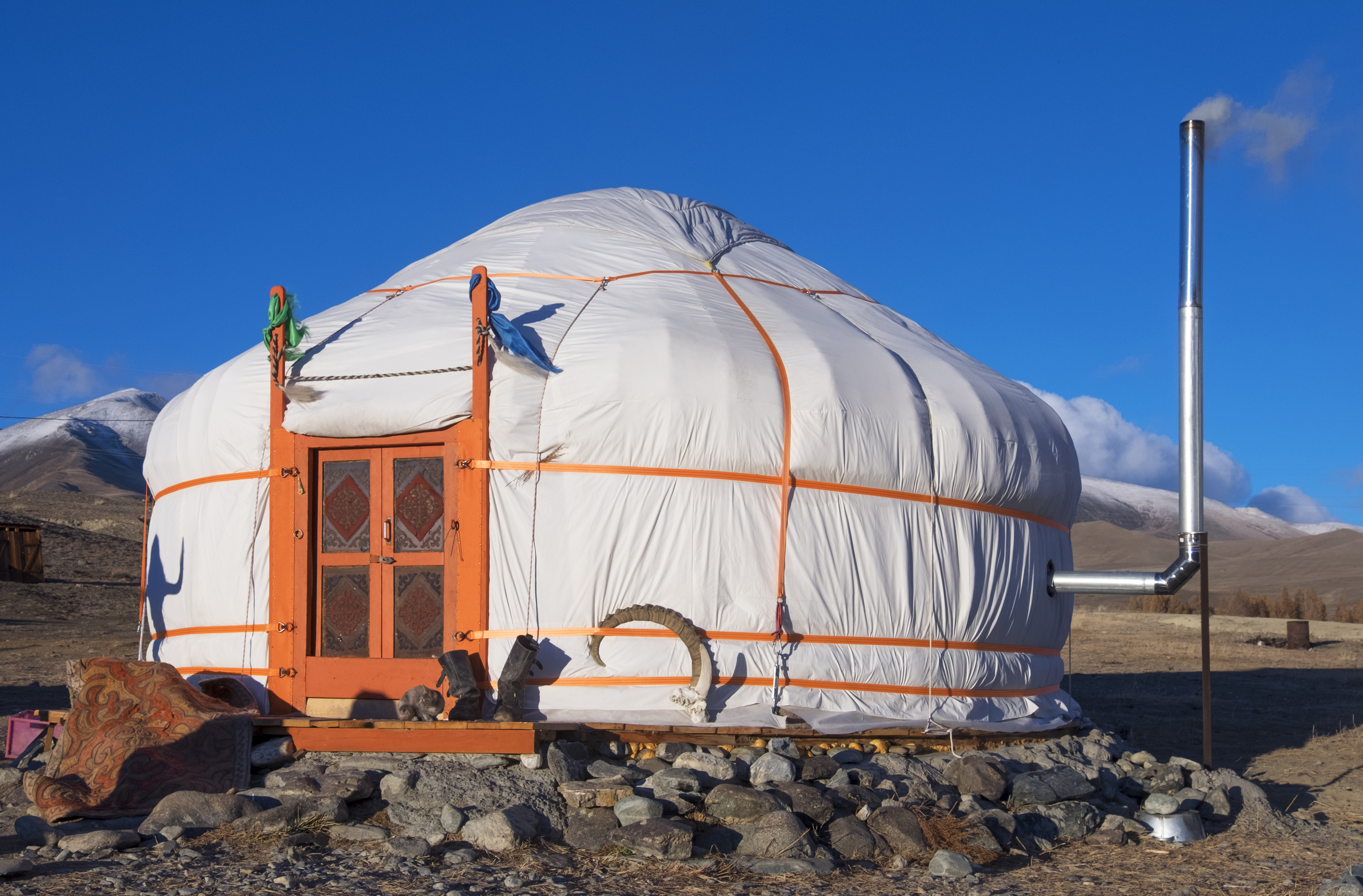
俄罗斯阿尔泰共和国的哈萨克毡房
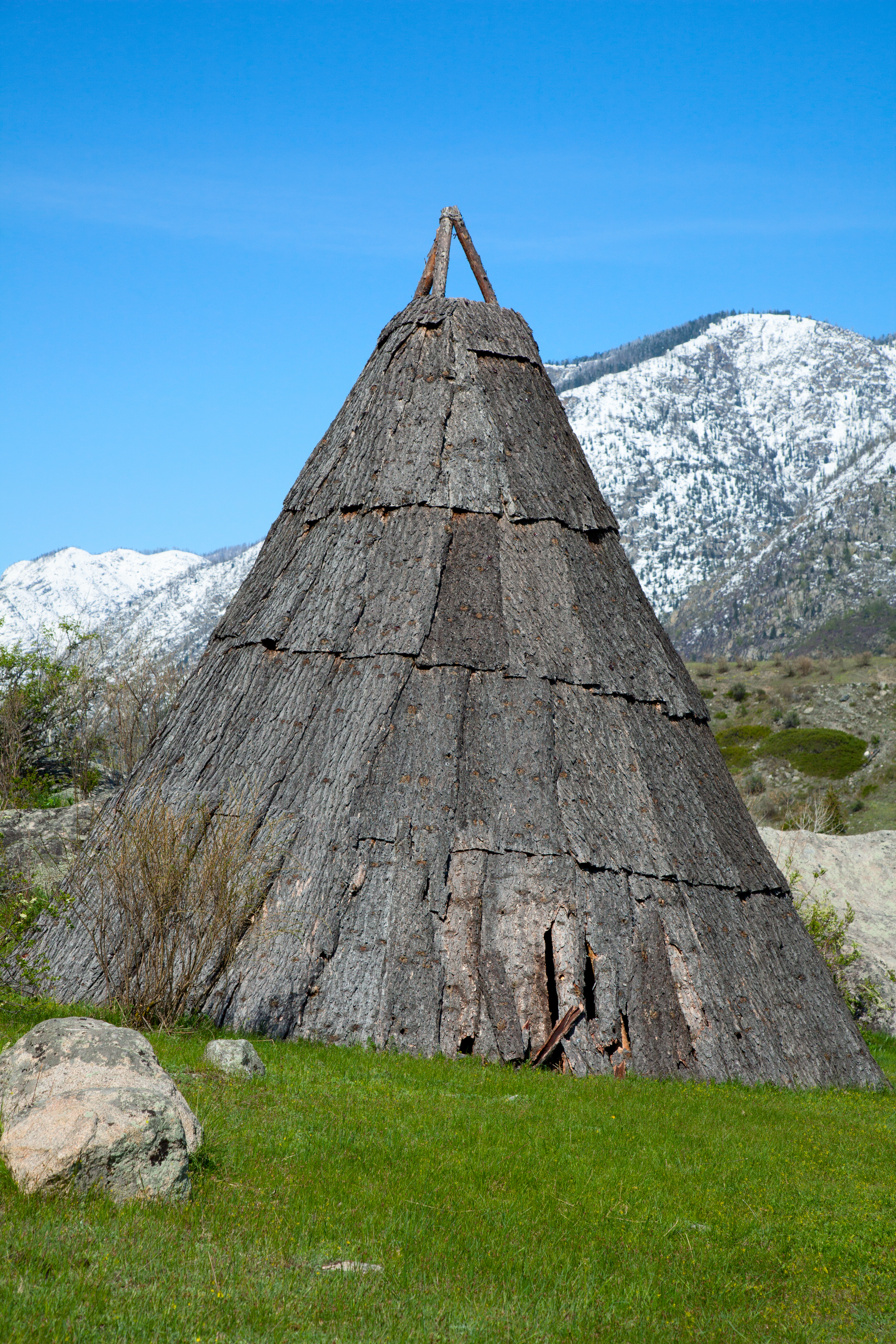
阿尔泰山的树皮屋
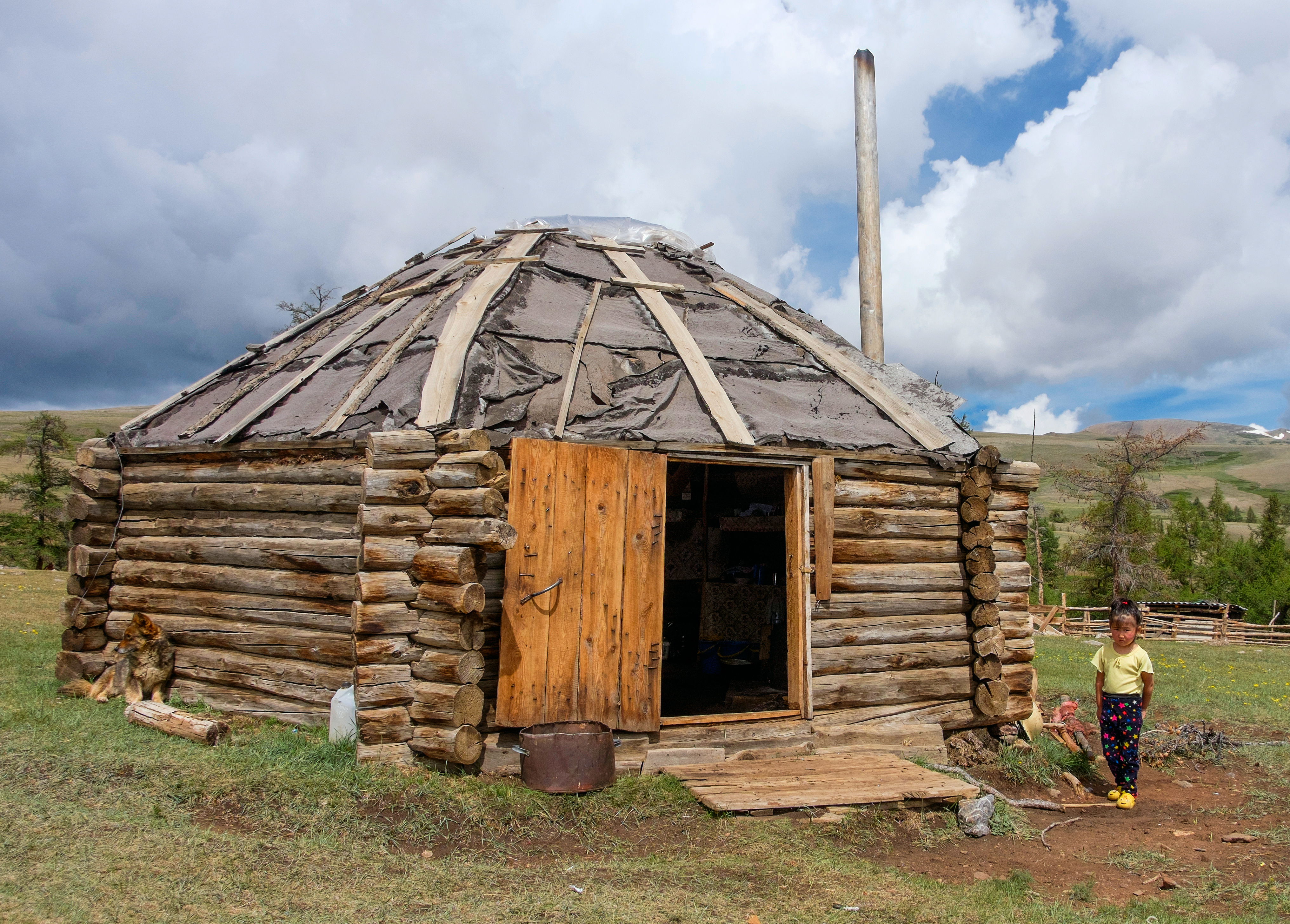
俄罗斯阿尔泰共和国科什阿加奇區山区牧羊人的房屋
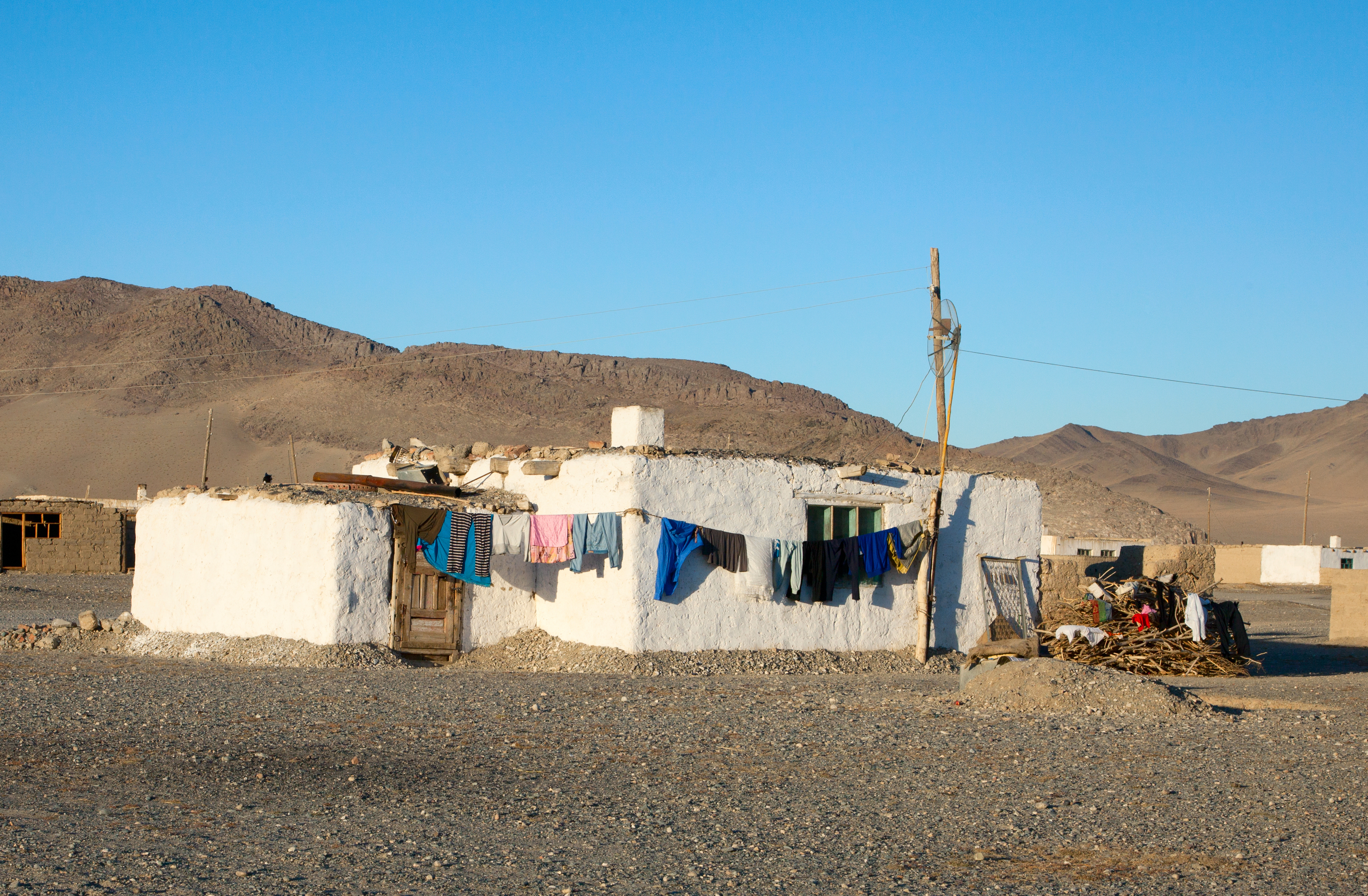
蒙古国烏列蓋的房屋
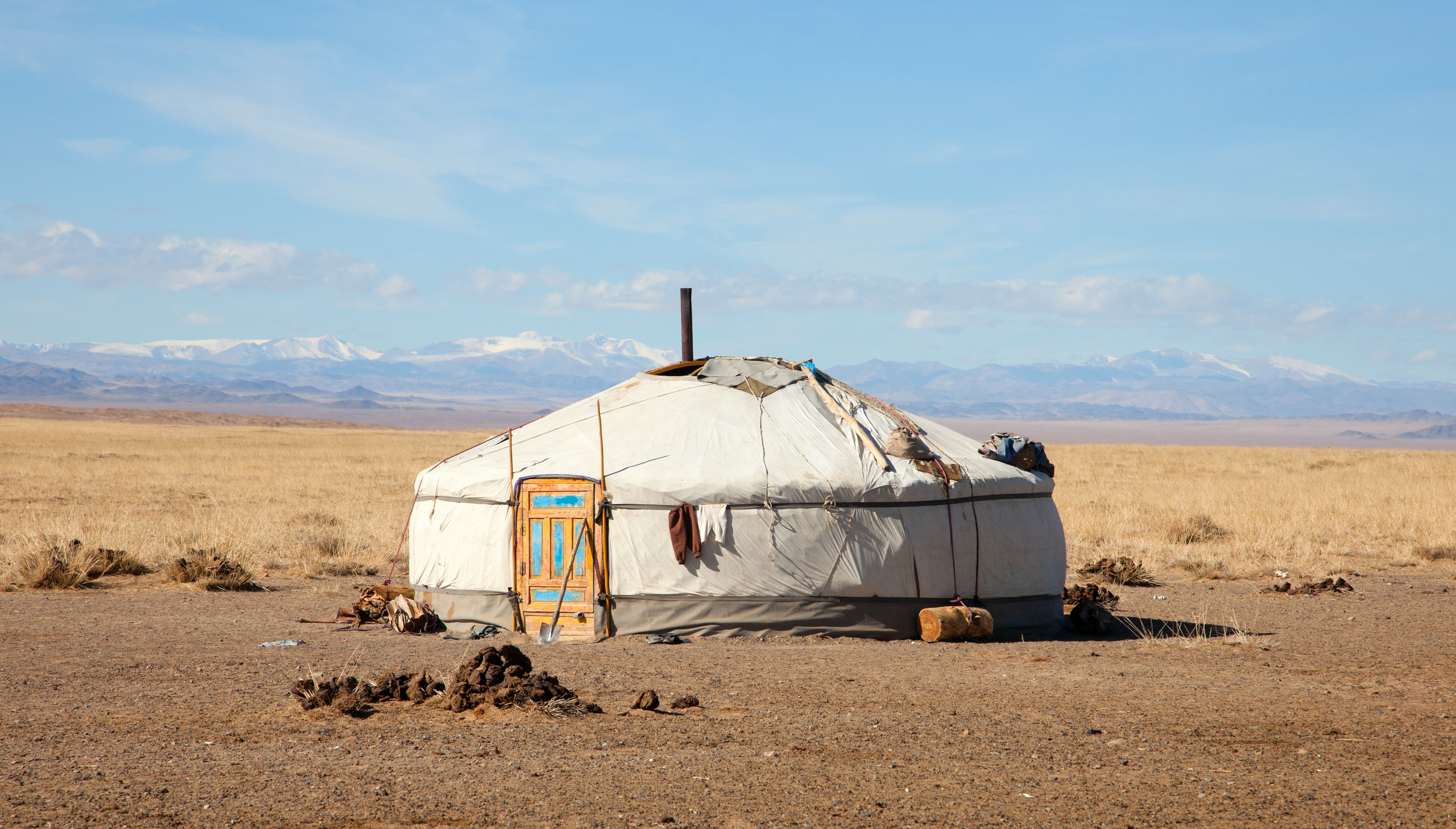
蒙古国游牧民的蒙古包
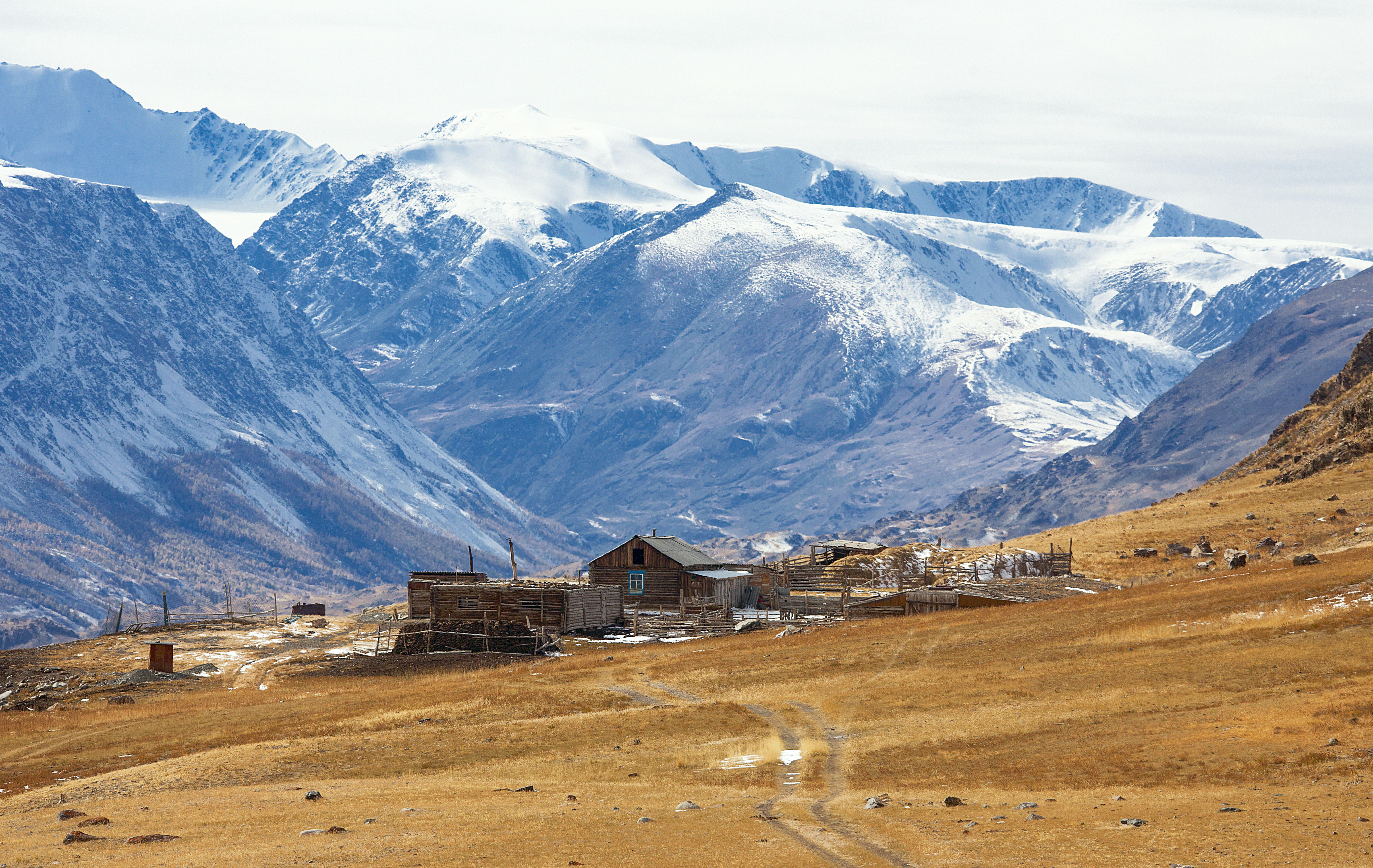
阿尔泰山的动物农场
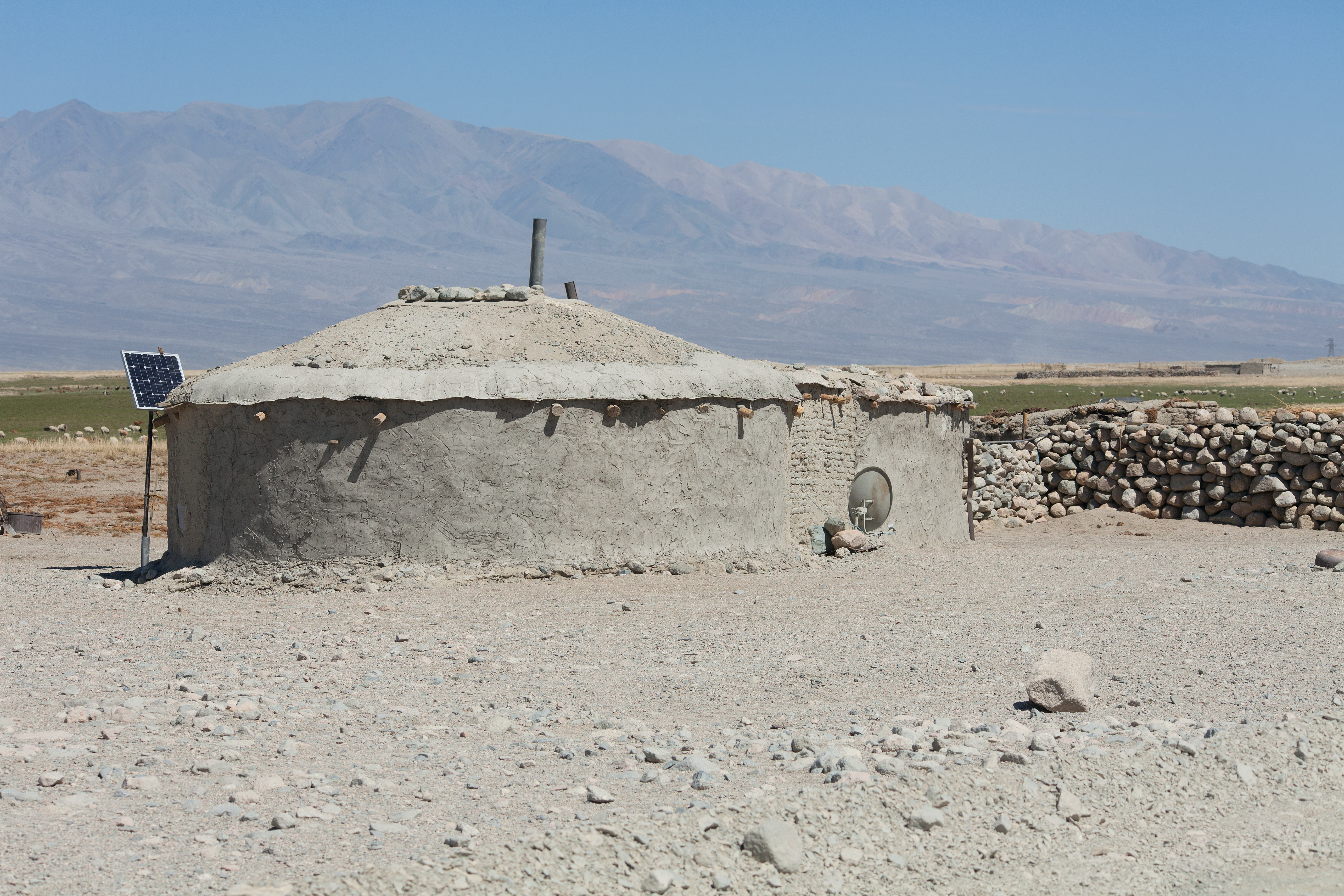
蒙古国的石头蒙古包
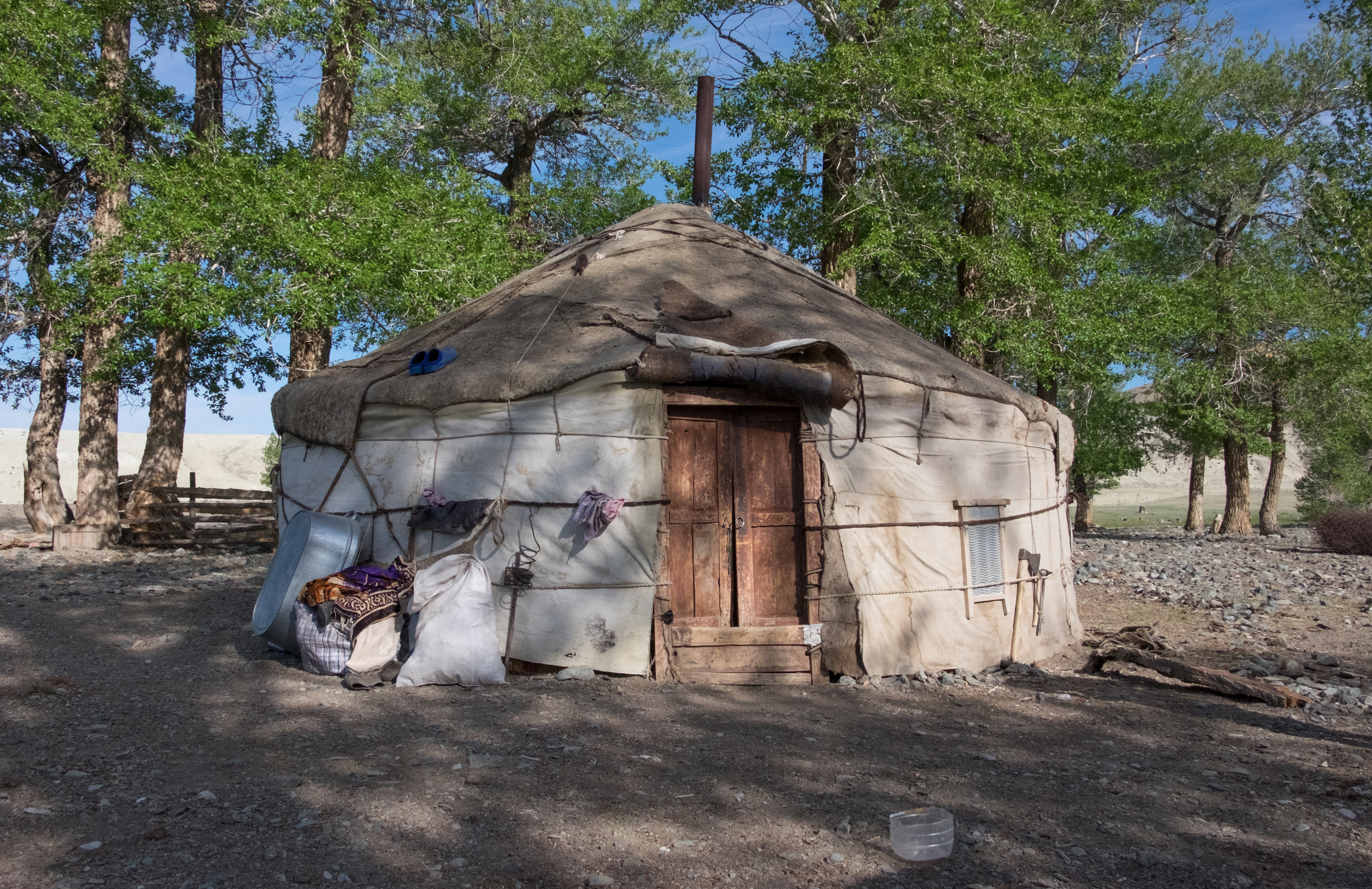
阿尔泰山的鐵連吉特人毡房